# Renato Longo
Renato Longo (ur. 9 sierpnia 1937 w Vittorio Veneto, zm. 8 czerwca 2023 w Conegliano) – włoski kolarz przełajowy, szosowy i torowy, wielokrotny medalista przełajowych mistrzostw świata.

## Kariera
Pierwszy sukces w karierze Renato Longo osiągnął w 1959 roku, kiedy zdobył złoty medal w kategorii elite podczas przełajowych mistrzostw świata w Genewie. W zawodach tych wyprzedził bezpośrednio Rolfa Wolfshohla z RFN i swego rodaka Amerigo Severiniego. Został tym samym pierwszym w historii włoskim mistrzem świata w kolarstwie przełajowym. Wynik ten powtórzył podczas MŚ w Esch-sur-Alzette (1962), MŚ w Overboelare (1964), MŚ w Cavarii (1965) i MŚ w Zurychu (1967). Zdobył także srebrne medale na mistrzostwach świata w Hanowerze w 1961 roku oraz rozgrywanych dwa lata później mistrzostwach świata w Calais, gdzie lepszy był tylko Wolfshohl. Ostatni medal wywalczył w 1969 roku, kiedy podczas mistrzostw świata w Magstadt był trzeci. Wyprzedzili go tam jedynie Belg Eric De Vlaeminck oraz Rolf Wolfshohl. Dwanaście razy zdobywał złote medale na przełajowych mistrzostwach Włoch. W 1958 roku zwyciężył także na torowych mistrzostwach kraju - był najlepszy w wyścigu ze startu zatrzymanego amatorów. Startował także na szosie, jednak bez większych sukcesów. Nigdy nie wystąpił na igrzyskach olimpijskich. W 1972 roku zakończył karierę.